# Rolls-Royce Deutschland
 (avril 2025).
Si vous disposez d'ouvrages ou d'articles de référence ou si vous connaissez des sites web de qualité traitant du thème abordé ici, merci de compléter l'article en donnant les références utiles à sa vérifiabilité et en les liant à la section « Notes et références ».
Rolls-Royce Deutschland est une filiale du motoriste anglais Rolls-Royce plc avec des installations situé à Dahlewitz Berlin et à Oberursel.
Auparavant cette société portait le nom de BMW Rolls-Royce (BRR pour faire plus court), c'était une coentreprise entre BMW et Rolls-Royce qui fut créée en 1990 pour produire la gamme de moteur BR700.
Rolls-Royce a pris le contrôle complet de la société en 2000, et la renomma Rolls-Royce Deutschland. 
Tout en continuant la production des moteurs BR700, la filiale est également impliquée dans le moteur TP400 d'Europrop pour l'avion de transport militaire A400M.
Rolls-Royce Deutschland a également hérité de la responsabilité de la Tay, la Spey et de l'IAE V2500 turbosoufflantes arbre en deux et les avions à turbopropulseurs Dart de la société mère, permettant à l'usine de Derby se concentrer sur ses trois arbres turboréacteurs civils.